# Jakub Kaczmarek
Jakub Kaczmarek (ur. 27 września 1993 w Kaliszu) – polski kolarz szosowy. Uczestnik mistrzostw świata oraz Europy. Górski szosowy mistrz Polski z 2020.

## Kariera
Jest wychowankiem Kaliskiego Towarzystwa Kolarskiego. W swojej zawodowej karierze reprezentował polskie grupy – Wibatech Merx 7R (2013), CCC Sprandi Polkowice (2015–2017) i Mazowsze Serce Polski (od 2018; w latach 2018–2019 zespół występował pod nazwą Team Hurom), z roczną przerwą na jazdę w hiszpańskim zespole Telco'm-Gimex (2014).
W 2011 został mistrzem Polski juniorów w wyścigu ze startu wspólnego. W 2014 osiągał sukcesy w lokalnych wyścigach w Hiszpanii, stając na podium klasyfikacji generalnej Vuelta a Navarra (2. miejsce), Vuelta al Bidasoa (3. lokata) i Laukizko Udala Saria (3. pozycja). Wystartował również w mistrzostwach Europy, jednak nie ukończył wyścigu ze startu wspólnego młodzieżowców. W 2015 zajął 2. miejsce na 2. etapie Wyścigu Solidarności i Olimpijczyków. Ponadto wziął udział w mistrzostwach Europy (26. w wyścigu ze startu wspólnego młodzieżowców) i świata (18. w wyścigu ze startu wspólnego młodzieżowców). W 2018 zajął 2. miejsce na 2. etapie Baltic Chain Tour.
W 2020 zwyciężył w klasyfikacji generalnej wyścigów Tour of Szeklerland oraz Belgrad–Banja Luka. W obu przypadków stawał też na podium poszczególnych etapów (1. na 2. etapie i 2. na etapie 3a. na Tour of Szeklerland oraz 2. na 1. etapie i 1. na etapie 2. Belgrad–Banja Luka), a w pierwszym z tych wyścigów zwyciężył także w klasyfikacji górskiej. W tym samym roku zdobył również złoty medal górskich szosowych mistrzostw Polski, a także taki sam krążek w jeździe drużynowej na czas na mistrzostwach Polski w kolarstwie szosowym.

## Osiągnięcia
Opracowano na podstawie:

2019
- 1. miejsce na 3. etapie Wyścigu Szlakiem Bursztynowym

2020
- 1. miejsce w Tour of Szeklerland
  - 1. miejsce w klasyfikacji górskiej
  - 1. miejsce na 2. etapie
- 1. miejsce w górskich szosowych mistrzostwach Polski
- 1. miejsce w Belgrad–Banja Luka
  - 1. miejsce na 2. etapie
- 1. miejsce w mistrzostwach Polski (jazda drużynowa na czas)

2021
- 1. miejsce na 3. etapie Szlakiem Grodów Piastowskich
- 1. miejsce w Dookoła Rumunii

2022
- 1. miejsce w Belgrad–Banja Luka
  - 1. miejsce na 1. (jazda drużynowa na czas) i 3. etapie
- 2. miejsce w Visegrad 4 Bicycle Race Grand Prix Czech Republic
- 1. miejsce w klasyfikacji krajowej Tour de Pologne

## Rankingi
| Rok             | 2015  | 2016 | 2017  | 2018  | 2019  | 2020 | 2021 | 2022 | 2023 | 2024  |
| --------------- | ----- | ---- | ----- | ----- | ----- | ---- | ---- | ---- | ---- | ----- |
| World Ranking   |       | -    | 1619. | 1615. | 1850. | 147. | 290. | 316. | 829. | 1835. |
| UCI Europe Tour | 1034. | -    | 1040. | 1084. | 1217. | 121. | 244. | 254. | -    | -     |
| UCI Asia Tour   | -     | -    | 522.  | 616.  |       |      |      |      |      |       |
|                 |       |      |       |       |       |      |      |      |      |       |
| Źródło: UCI     |       |      |       |       |       |      |      |      |      |       |